# Beddomeia petterdi
Beddomeia petterdi é uma espécie de gastrópode  da família Hydrobiidae.
É endémica da Austrália.